# Jacques Gerber (commissaire d'exposition)
Pour les articles homonymes, voir Jacques Gerber.
Jacques Gerber, né le 4 janvier 1951 à Paris,, est un écrivain et commissaire d’exposition français.

## Biographie
Diplômé de l’Institut des sciences sociales, Jacques Gerber s’oriente vers le cinéma à la fin des années 1970. Avec Francis Gendron et Jean-Louis Pays, il programme le cinéma Bonaparte, place Saint-Sulpice à Paris, puis le cinéma du Panthéon, salle qui appartient alors au producteur Pierre Braunberger.
En 1987, il devient chargé de mission au Centre Georges Pompidou à Paris. Il organise alors l’hommage rendu à ce grand producteur français. En 1989, il organise l’hommage au producteur Anatole Dauman.
À ces occasions, il met en œuvre ses premières expositions pour le Centre Georges Pompidou :
- Le Cinéma des pays nordiques (1990).
- La Warner Bros (1992).
- Pathé, Premier empire du cinéma (1994).

De 1975 à 1980, il enseigne à l’École Estienne.
De 1991 à 2001, il est chargé de cours à l’Université Sorbonne Nouvelle - Paris 3.
À la fin des années 1990, il est membre du comité de sélection des films de la Quinzaine des Réalisateurs au Festival de Cannes.
En 2015, il est le co-commissaire, avec Thierry Frémaux, de l’exposition, Lumière ! Le cinéma inventé (Paris, Grand Palais, mars-juin 2015). 
En 2018, il est le commissaire Français de la biennale de Tianshui en Chine.
Parallèlement à ses activités Jacques Gerber écrit des textes de fiction.

## Points de vue
Paraphrasant Maurice Blanchot évoquant la littérature, il dit, à propos de la scénographie des expositions, qu’elle devrait être « dans son essence, sa disparition » et tout entière au service de ce qui est montré et non à celui du montrant.
Quant à ses textes, il écrit : « Tant que la situation est calme, on peut raconter les petites histoires du quotidien, faire du réalisme ».

## Publications
- Pierre Braunberger / Cinémamémoire, Centre Georges Pompidou, 1987
- Anatole Dauman / Souvenir-Écran, Centre Georges Pompidou, 1989
- Au sourire d'avril (sur des photographies d'Yves Faure), Marval, 1991
- Petite fabrique de la cathédrale et de ses alentours, Gallimard, 1994
- Un grand paysage disparaît, Iskra, 2010
- Natacha, face Nord, Iskra, 2011
- Pardon, mais la peinture n’a besoin que de silence, Iskra, 2012
- Carnets de résidence / Petits travaux des villes, Petits travaux des champs, Écusette de Noireuil, 2013
- L’amour en ses mots, l’amour en ses cris, Écusette de Noireuil, 2015
- Il faisait tellement noir à midi qu'on voyait les étoiles (Sur quatre peintures à l'acrylique de Jacques Leclercq-K.), Écusette de Noireuil, 2015
- La nuit vient, noir pirate aux cieux d'or débarquant (Sur cinq eaux-fortes de Jacques Leclercq-K.), Écusette de Noireuil, 2015
- Une nuit de velours noir (Sur 12 photos d'Yves Faure), Écusette de Noireuil, 2016.
- Pampilles, Ne restent que rogatons du réel, Écusette de Noireuil, 2018
- Ce pays-là, Écusette de Noireuil, 2023